# 加列拉
加列拉是意大利艾米利亚-罗马涅大区博洛尼亚省的一个镇，距离大区首府博洛尼亚约30公里。加利亞拉與以下城市接壤馬拉貝戈、皮耶夫迪森托、波吉奧·雷納蒂科、卡薩萊的聖彼得羅、特雷德爾里諾。